# Niphecyra interpres
Niphecyra interpres är en skalbaggsart som beskrevs av Hermann Julius Kolbe 1894. Niphecyra interpres ingår i släktet Niphecyra och familjen långhorningar. Inga underarter finns listade i Catalogue of Life.